# Michel Seuphor
Michel Seuphor est un peintre abstrait, critique d'art et écrivain francophone, né le 10 mars 1901 à Anvers et mort le 12 février 1999 à Paris (7e). Son nom d'artiste, Seuphor, est l'anagramme d'Orpheus. Son nom de naissance est Ferdinand Louis Berckelaers.

## Biographie
Ferdinand Louis Berckelaers est le fils d'Eugène Berckelaers (mort en 1910) et de Caroline Marien. Il étudie au collège des Jésuites d'Anvers où il développe son intérêt pour la littérature. C'est en 1918 qu'il utilise pour la première fois le pseudonyme de Seuphor. Il collabore à différentes revues et publie ses premiers poèmes. Il participe à des manifestations ; il est même blessé et incarcéré en 1920.
En 1921, il publie de nouveaux poèmes et obtient son diplôme de bibliothécaire. Au mois de juin, en collaboration avec Jozef Peeters et Geert Pijnenburg, Michel Seuphor publie à Anvers la revue Het Overzicht (Le Panorama). Vingt-quatre numéros paraissent jusqu'en 1925.
Il entre dès 1922 en contact avec les artistes d'avant-garde des grandes villes européennes, Berlin, Rome, Amsterdam puis Paris. Il se lie avec Robert et Sonia Delaunay, Marino di Teana, Piet Mondrian, Fernand Léger, Amédée Ozenfant, Tristan Tzara, Albert Gleizes, Jean Arp et Sophie Taeuber-Arp, Marinetti, Severini, Torres-García, des peintres aussi bien cubistes, dadaïstes, futuristes, constructivistes ou néo-plasticiens. Il utilise de plus en plus le français dans ses écrits.
Installé à Paris depuis 1925, il fait paraître en 1927, en collaboration avec Enrico Prampolini et Paul Dermée, les Documents Internationaux de l'Esprit Nouveau. Il fonde ensuite le groupe Cercle et Carré avec Joaquín Torres García en réunissant les artistes qui se réclamaient du néoplasticisme professé par Mondrian. En 1926, il écrit sa pièce L'Éphémère est éternel, dont Mondrian fait les décors, mais dont la première prévue à Lyon est annulée. C'est cette même année qu'il crée ses premiers dessins abstraits. Lors d'un séjour à Menton, il écrit El Greco. À Paris, il est traducteur d'émissions radiophoniques.
En 1930, les trois numéros de la revue du même titre paraissent. Seuphor s'intéresse de plus en plus à l'art visuel. Il rencontre des futuristes en Italie, dont Marinetti. Il organise des expositions de groupe, la première en 1930, auxquelles participèrent notamment Mondrian, Arp, Taueber, Léger, Schwitters, Kandinsky, Le Corbusier, Pevsner ou Sartoris.
Il tombe malade et ralentit ses activités. Il continue tout de même de dessiner et commence ses dessins unilinéaires. Le groupe Abstraction-Création, créé en 1932 par Vantongerloo, continue le travail de Cercle et Carré, qui est repris en 1939 par le groupe des Réalités Nouvelles qui devient Association et Salon en 1946.
Il se marie en 1934 avec Suzanne Plasse et s'installe avec elle à Anduze dans le sud de la France. Il continue de collaborer à diverses revues. Son fils Clément naît l'année suivante, mais meurt peu après la naissance. Son fils Régis naît en 1936. Seuphor travaille comme traducteur. Il fait notamment connaître les auteurs Gezelle, Vondel et Hölderlin. Il publie également plusieurs poèmes, écrit sur Mondrian et Victor Delhez et rédige un roman, Les Évasions d'Olivier Trickmansholm, sur la vie artistique parisienne durant les années 1920.
Durant les années de guerre, il publie plusieurs articles dans des revues. Il accueille des résistants en fuite et exécute diverses missions. Après la guerre, de nombreux manuscrits sont édités par les éditions Les Bibliophiles alésiens sous la direction de Pierre-André Benoit. Ses critiques artistiques continuent de paraître et il participe à l'exposition commémorative sur Mondrian en 1946. Une monographie de Francis Bernard paraît pour souligner son œuvre littéraire de 1932 à 1945.
Seuphor et sa famille retournent à Paris en 1948. Très actif, il collabore à la revue Art d'aujourd'hui, organise des expositions et dessine beaucoup. De décembre 1950 à février 1951, pour préparer son livre sur Mondrian, il séjourne à New York, où il rencontre de nombreux artistes : Marcel Duchamp, De Kooning, Pollock, Rothko, Kline, Motherwell, Gottlieb, Stuart Davis, Richter, Gallatin, Morgan Russell, Reinhardt, Newman notamment. Il poursuit sa recherche documentaire aux Pays-Bas et en Angleterre, et se lance dans la rédaction de sa monographie qui paraîtra en 1956. Entre-temps, il produit des dessins à partir de lignes horizontales selon un procédé qu'il nomme « dessins à lacunes à traits horizontaux ». Une exposition de ses dessins a lieu en 1954 à la galerie Berggruen, à Paris, grâce à l'initiative de Jean Arp. Seuphor réalise ses premiers collages.
Michel Seuphor continue d'organiser de nombreuses expositions comme en 1949, « Les premiers maîtres de l'art abstrait », en 1958, « 50 ans d'art abstrait », en 1959 aux États-Unis, « Construction and Geometry Painting » ou encore la grande exposition rétrospective de Mondrian au musée de l'Orangerie des Tuileries la même année. Sa production de dessins se poursuit et fait l'objet d'expositions.
Durant les années 1960, sa notoriété s'accroît. Il continue la rédaction d'ouvrages sur la peinture abstraite et des tapisseries et des céramiques sont créées à partir de ses dessins. Sa pièce L'Éphémère est éternel, avec les décors de Mondrian, est finalement présentée en 1968 à Milan. Des expositions rétrospectives lui sont consacrées en 1976 à La Haye et à Paris.
Au début des années 1980, Michel Seuphor focalisa l'attention des médias en étant impliqué dans un procès au sujet de trois œuvres de Mondrian acquises à la fin des années 1970 par le musée national d'art moderne puis considérées comme des faux par l'établissement lui-même, mais certifiées comme authentiques par Seuphor. Sa bonne foi fut reconnue par la cour d'appel de Paris en 1985.
Michel Seuphor meurt à Paris en 1999.

### Un précurseur en critique d'art abstrait
Seuphor, qui devient français en 1954, a publié un nombre considérable d'ouvrages littéraires et d'écrits sur l'art, notamment des études sur Mondrian, dont la monographie en 1956, le Dictionnaire de la Peinture abstraite en 1957, L'Art abstrait, ses origines, ses premiers maîtres en 1949 et la Sculpture de ce siècle en 1959, La Peinture abstraite, sa genèse, son expansion en 1962, Le Style et le Cri en 1965, et une histoire de l'art abstrait en cinq volumes, en collaboration avec Michel Ragon à partir de 1973.

### Décoration
- Chevalier des arts et des lettres

## Œuvre

### La musique verbale
En 1926, Michel Seuphor invente la « musique verbale » une partie de sa production poétique qui propose une écriture ludique ayant pour base le son plutôt que la sémantique. « Tout en roulant les RR » (1927) est le plus typique et le plus connu de la série des poèmes que Seuphor appelait « musique verbale » et qui furent récités par lui-même, à des soirées littéraires, en 1927 et 1930. Quatre ans plus tard, il accompagne la poésie phonétique avec le Russolophone de Luigi Russolo à l'occasion de l'exposition de Cercle et Carré à la Galerie 23 à Paris.

### Les dessins à lacunes
En 1932, il réalise ses premiers « dessins unilinéaires » qui donneront lieu à sa première exposition à Genève. C'est en 1951 que les dessins de Michel Seuphor prennent un caractère particulier : les lignes horizontales disposées parallèlement et à des distances diverses, marquées par des blancs et que Seuphor nomme « dessins à lacunes à traits horizontaux ». C'est le point de départ d'une œuvre personnelle destinée au succès qu'il continue à explorer tout au long de sa vie.
En tant que plasticien, il participa à de nombreuses expositions collectives en France et à l'étranger à partir de 1933. Il eut également droit à des expositions personnelles en 1953 à la galerie Berggruen, en 1959 à la galerie Denise René à Paris, à Turin en 1967, au Musée de La Chaux-de-Fonds en 1968, à une rétrospective au musée municipal de La Haye en 1977 ainsi qu'au Centre Beaubourg de Paris, en 1981 au musée de la Bouverie à Liège, en 1986 à la Galerie Treffpunkt Kunst de Sarrelouis, en 1989 au Musée de Sarrebruck et en 1994 à La Galerie à Paris.
Michel Seuphor fut peintre et dessinateur ainsi que céramiste. Il avait commencé à créer des œuvres néo-plastiques à partir de 1926 et s'était adonné au collage dès 1953. Il expose ses collages et sérigraphies en 1977 à la Galerie 2016, d'Hauterive, Neuchâtel, Suisse. Il revient exposer dans la Galerie 2016 en 1991 et 1993.

### Publications

#### Mélanges
- Rivière, Nantes, Convergence, 1985 (ISBN 2-904 595-10-4)

#### Livres sur l'art
- El Greco, Paris, Les Tendances nouvelles, 1931
- L'Art abstrait, ses origines, ses premiers maîtres, Paris, Maeght, 1949
- Piet Mondrian, sa vie, son œuvre, Paris, Flammarion, 1956
- Dictionnaire de la peinture abstraite, Paris, Fernand Hazan, 1957
- La Sculpture de ce siècle, Neuchâtel, Le Griffon, 1959
- La Peinture abstraite, sa genèse, son expansion, Paris, Flammarion, 1962
- La Peinture abstraite en Flandre, Bruxelles, Arcade, 1962
- Le Style et le Cri, Paris, Seuil, 1965
- Le Commerce de l'art, Paris, Desclée de Brouwer, 1966
- L'Art abstrait, Paris, Maeght, 1970/1974

- Autour du Cercle et du carré, Nantes, Convergence, 1984

#### Romans
- Histoires de Grand Dadais, Ramgal (Belgique), Thuillies, 1938
- Les Évasions d’Olivier Trickmansholm, Paris, Aubier, 1939
- Douce Province, Lausanne, Marguerat, 1941
- La Maison claire, ou les Trois Faces de la vie attentive, Lyon, Le Livre Français, 1943 Ouvrage illustré par Olga Lecaye. Prix Montyon 1944 de l’Académie française

- Le Visage de Senlis, Paris, Le Pavois, 1947
- Le monde est plein d’oiseaux, Lausanne, Hanc, 1968
- Tout homme, Paris, Jean-Michel Place, 1978
- Les Innocents, Paris, Jean-Michel Place, 1979

#### Poésie
- Diaphragme intérieur et un drapeau, Paris, Les Écrivains réunis, 1926 (Armand Henneuse et Lucien Scheler), précédé de Le troubadour dans la cour du Louvre, rééd.  Rougerie, 1994
- Lecture élémentaire, Paris, Les Écrivains réunis, 1928, rééd. Rougerie, 1989
- La Vocation des mots, Lausanne, Hanc, 1966
- Gosp et Cosnops, Nantes, Convergence,1984 rééd. Rougerie, 1993
- Ciel neuf, Paris, Jean-Michel Place, 1985
- Le Jardin privé du géomètre, Mortemart, Rougerie, 1988
- Ambulado, Mortemart, Rougerie, 1989
- La Vocation des mots, Mortemart, Rougerie, 1990
- Thèmes, Mortemart, Rougerie, 1991
- Falaise et le Grand Pacifique, Mortemart, Rougerie, 1992
- Paraboliques ; suivies de Soleil, Mortemart, Rougerie, 1993
- Musique à Dhiananda, Mortemart, Rougerie, 1996
- Solfège, suivi de L'Esprit est en croisière, Mortemart, Rougerie, 1997

#### Revues
- (nl) Het Overzicht, Paris, Réédition Jean-Michel Place 1976, 1921-1925
- Les Documents internationaux de l'Esprit nouveau, Paris, Réédition Jean-Michel Place 1977, 1927
- Cercle et Carré, Paris, Réédition Jean-Michel Place 1977 et 1994, 1930

#### Illustration
- Espaces Clos, textes de Silvio Acatos, dessins de Michel Seuphor, Éditions Philippe de Savigny, 1977

### Théâtre
- L'éphémère est éternel, Turin, Martano, 1972 Pièce écrite à  Rome en 1926, jouée à Milan en 1968, au Centre Georges-Pompidou à Paris en 1977, au théâtre du Jardin Botanique à Bruxelles en 1978, à chaque fois dans les trois décors imaginés par Piet Mondrian.

Il participe aux créations du Théâtre du Donjon à Lyon, avec Émile Malespine et Piet Mondrian.

## Expositions personnelles
- 1933 : Galerie Manassero, Lausanne
- 1954 : Galerie Berggruen, Paris, Moderne Galerie, Bâle
- 1957 : Galerie Saint-Laurent, Bruxelles, galerie Accent, Anvers
- 1959 : Galerie Denise René, Paris, galerie Esther Robles, Los Angeles
- 1961 : Galerie Galerie Hybler, Copenhague, Galerie Raaklijn, Bruges
- 1962 : Galerie Wurthle, Vienne, galerie Lorenzelli, Milan
- 1963 : Galerie Denise René, Paris, galerie Esther Robles, Los Angeles, Abbaye Saint-Pierre, Gent
- 1965 : Galerie Lorenzelli, Milan, galerie Ziegler, Zürich
- 1966 : Librairie-galerie La Hune, Paris, musée des beaux-arts, Nantes
- 1967 : Musée des beaux-arts de Lodz
- 1968 : Musée des beaux-arts de La Chaux-de-Fonds
- 1969 : Maison du tourisme, Auxerre
- 1971 : Musée d'art et d'industrie, Saint-Étienne
- 1974 : Palais de l'Athénée, Genève, Galerie Attali, Paris. Teatro Brindisi, Macerata, Italie
- 1976 : Musée de Besançon, musée municipal, La Haye
- 1977 : Musée national d'art moderne, Centre Pompidou Paris
- 1977-81-85-89-91-94-98 : Galerie Convergence, Nantes
- 1977 : Galerie 2016, Hauterive
- 1985 : Rétrospective au musée des beaux-arts de Nantes[10]
- 1986-88 : Galerie Convergence Paris
- 1989 : Galerie Convergence Malmö (Suède)
- 1991 : Musée Pierre-André-Benoit, Alès
- 1991 : Galerie 2016, Hauterive
- 1992 : Galerie Denise René, Paris
- 1993 : Galerie 2016, Hauterive
- 2001 : Stadsbibliotheek, Anvers

### Filmographie
- 1965 : Christian Bussi, Michel Seuphor entre les lignes, 55 min, production RTB
- 1978 : Claude Guibert, Michel Seuphor, 30 min, production Imago
- 1981 : Liliane Thorn-Petit, Michel Seuphor, portrait d’artistes, 26 min, production RTL
- 1995 : Claude Guibert, Michel Seuphor, 26 min, Encyclopédie audiovisuelle de l'art contemporain, coll. « Les grands témoins de l'art », production Imago
- 2000 : Claude Guibert, Michel Seuphor, le style et le cri, 52 min, production DAP, Imago